# ジョシュ・アダムス
ジョシュ・アダムス（Josh Adams、1995年4月21日 - ）は、ウェールズのラグビーユニオン選手。ユナイテッド・ラグビー・チャンピオンシップのカーディフに所属している。

## 経歴
ラネリーRFC、スカーレッツ、カーマーゼン・クインズRFCを経る。
2014年、U20ウェールズ代表に選ばれ、ワールドラグビーU20チャンピオンシップで5試合で4トライを挙げた。
2015年、ウスター・ウォリアーズに加入。
2018年1月、シックス・ネーションズに出場するウェールズ代表チームに招集され 、1月30日の第1節スコットランド代表戦で先発出場し、ウェールズ代表初キャップを得る。
2019年、カーディフに移籍。
2021年5月、南アフリカ遠征を行うブリティッシュ・アンド・アイリッシュ・ライオンズのメンバーに選ばれた。同年6月26日、ウォームアップマッチである日本代表戦に出場し、ライオンズデビューを果たした。その試合のオープニングトライを決め、ライオンズは28対10で勝利した。

## プレイヤー・オブ・ザ・マッチの譲渡
出典：
2022年3月19日に行われたシックス・ネイションズ2022のイタリア代表戦で、アダムスが「マスターカード・プレイヤー・オブ・ザ・マッチ」に選ばれ、メダルを受け取った。しかし試合後、アダムスは相手チームであるイタリア代表のアンジェ・カプオッツォにそのメダルを譲った。
この賞は、試合の終了直前まで21-15でリードしていた（勝っていた）ウェールズ側に「マスターカード・プレイヤー・オブ・ザ・マッチ」を授与することが決まり、試合中にその受賞者名が、スポンサー名（マスターカード）と共にアナウンスされる段取りとなっている。
ところが試合終了直前に、イタリア代表のアンジェ・カプオッツォのパスからトライが決まり、ゴールが成功。21-22でイタリア代表の勝利となった。
この試合は、イタリアがシックス・ネイションズにおいて「36試合連続の勝利なし」の記録をようやく終わらせた、歴史的かつ劇的な逆転勝利だった。